# Glaucis hirsutus
L'eremita barbuto nero o  eremita pettorossiccio  (Glaucis hirsutus (Gmelin, 1788)) è un uccello della famiglia Trochilidae, diffuso in Sud America.

## Descrizione
È un colibrì di media taglia che misura circa 10 cm di lunghezza e pesa circa 7 g.

Ha un becco ricurvo, lungo circa 3 cm, scuro nella parte superiore e giallo in quella inferiore. Il piumaggio del dorso è di colore verde-brunastro, quello del ventre bruno-rossastro. Le piume centrali della coda sono verdi, quelle esterne rossastre e nella parte finale presentano una banda nera che delimita un apice biancastro.

Maschi e femmine hanno colorazioni simili; la differenza tra i due sessi si limita alla forma del becco, più corto e più ricurvo nelle femmine.

## Biologia

### Alimentazione
Si nutrono quasi esclusivamente del nettare di fiori che per la loro conformazione si adattano alla curvatura e alla lunghezza del loro becco. In particolare le specie preferite sono Costus scaber (Costaceae),  Heliconia standleyi e Heliconia stricta (Heliconiaceae), Duroia hirsuta, Palicourea lasiantha, Psychotria bahiensis e Psychotria platypoda (Rubiaceae), Sanchezia peruviana (Acanthaceae), Drymonia semicordata (Gesneriaceae),  Cuphea melvilla (Lythraceae).
La dieta nettarivora è integrata da ragni e insetti, che costituiscono la principale fonte di proteine, particolarmente necessarie nel periodo riproduttivo per lo sviluppo dei piccoli.
I maschi presidiano il loro territorio di foraggiamento, manifestando atteggiamenti aggressivi nei confronti di eventuali competitori per le risorse alimentari.

### Riproduzione
Il nido viene costruito su un supporto spesso costituito dalla foglia di una pianta di Heliconia, di un banano o di una felce, ad 1–2 m di altezza dal suolo, spesso in prossimità di un corso d'acqua. È di forma conica ed è costituito da fibre vegetali intrecciate, ricoperte di muschio, fissate al supporto con ragnatele e radici.

La femmina depone due uova per ogni covata; l'incubazione dura 17 giorni; i piccoli vengono nutriti con cibo rigurgitato (prevalentemente insetti) e lasciano il nido dopo circa 3 settimane dalla nascita. Il maschio collabora alla costruzione del nido e alla sua difesa, mentre la cova delle uova e l'allevamento della prole sono esclusiva competenza della femmina.

## Distribuzione e habitat

Areale

L'areale di G. hirsutus si estende da Costa Rica, Nicaragua e Panama, attraverso Colombia e Venezuela sino al bacino dell'Amazzonia, comprendendo Perù, Ecuador, Bolivia, Suriname e Guyana, e spingendosi sino al Brasile orientale. Alcune popolazioni sono presenti anche nelle isole caraibiche di Trinidad, Tobago e Grenada.
Il suo habitat tipico è la foresta pluviale ma si trova spesso anche nelle aree limitrofe alla foresta.